# Volnay (parfumerie)
Pour les articles homonymes, voir Volnay.
 Volnay est une entreprise de parfumerie française fondée en 2014. Elle exploite des parfums de luxe, dont certains ont été créés sous le même nom au début du XXe siècle par une précédente parfumerie familiale, les Parfums de Volnay.

## Historique

### L'entreprise historique Parfums de Volnay
La société Parfums de Volnay est créée en 1919 à Suresnes par René Duval alors même qu'il est salarié de la parfumerie François Coty,,,. La société se développe, y compris à l'international, notamment après le mariage de René Duval avec Germaine Madeline en 1925.
Les parfums produits à cette époque sont devenus des objets de collection car le flaconnage était dessiné par René Lalique : ainsi la vente aux enchères à Genève d'un flacon d'Ambre de Siam créé en 1925 a convaincu 70 ans plus tard Muriel Madeline de reprendre l'exploitation de l'entreprise historique,,.
Après la mort de son mari en 1936, Germaine Duval oriente la parfumerie vers le conditionnement de parfums pour d'autres entreprises. Dans sa monographie publiée en 1965, l'historien de Suresnes René Sordes indique qu'« au mont Valérien, la maison Volnay alimente en eau de Cologne et eaux de toilette les grands magasins parisiens ». L'usine de Suresnes des Parfums de Volnay finit par cesser son activité, qui est transférée en Normandie en 1994. En 2011, les Parfums de Volnay déposent le bilan et les salariés sont licenciés.

### L'entreprise moderne Volnay
L'entreprise moderne Volnay est créée en 2014 par Muriel et Olivier Madeline, descendant de Germaine Duval,,.
Volnay décide de reprendre les jus historiques en les adaptant aux tendances du jour, de viser le marché russe et celui du Moyen-Orient tout en développant un réseau de vente en France. Les créations sont l'œuvre d'Amélie Bourgeois, parfumeur-créatrice,,.

## Productions
Les différents parfums sont tous élaborés à partir d'une base commune comportant de la rose, de la vanille et de la giroflée et dénommée « base 4092 »,, :
- Cerny, 1919
- Ambre indien, 1922
- Cap d'Or, 1922
- Chypre, 1922
- Fivefly, 1922
- Yapana, 1922, reformulation en 2013
- Ambre de Siam, 1925
- Gabrielle Dorziat, 1925
- Perlinette, 1925
- Choses du passé, 1928
- Gri gri, 1928
- Iris neige, 1928
- Cachucha, 1937
- Très français, 1937
- Objet céleste, 2015